# Pescadero Creek
Il Pescadero Creek è un torrente che scorre nelle contee di San Mateo e Santa Cruz, in California, negli Stati Uniti d'America. Con i suoi 42,8 km di lunghezza, è il corso d'acqua più lungo della Contea di San Mateo.

## Percorso
Il Pescadero nasce nel Castle Rock State Park, ad un'altitudine di circa 573 metri sul livello del mare. Il Pescadero scorre principalmente nella Contea di San Mateo. Per circa un chilometro e mezzo, invece, scorre nella Contea di Santa Cruz. Dopo aver percorso 42,8 km e aver raccolto le acque di numerosi affluenti, fra i quali il Butano Creek, da sinistra e il Peters Creek, da destra, si getta nell Oceano Pacifico, circa 50 km a sud di San Francisco, nella Riserva naturale della palude del Pescadero.

## Storia
La regione corrispondente al bacino del fiume Pescadero fu occupata, sin dall'antichità, da diversi gruppi di Nativi americani, fra i quali spicca il nome degli Ohlone, i quali all'incirca la zona che va dal Bear Hollow Creek sino all'Año Nuevo State Park, prima della conquista spagnola delle Americhe. Successivamente, arrivarono colonizzatori dalla Spagna, che, nel 1856 fondarono la città di Pescadero. È proprio dallo spagnolo che deriva il nome Pescadero: in questa lingua, infatti, il termine significa "luogo pescoso".

## Affluenti
- Butano Creek
- Bradley Creek
  - Chandler Gulch
- Honsinger Creek
  - Windmill Gulch
  - Big Chicken Hollow
  - Little Chicken Hollow
- Newell Gulch
- Roy Gulch
- Blomquist Creek
- Peterson Creek
- Hoffman Creek
- McCormick Creek
- Harwood Creek
- Dark Gulch
- Keyston Creek
- Carriger Creek
- Rhododendron Creek
- Tarwater Creek
- Peters Creek
  - Evans Creek
  - Bear Creek
  - Lambert Creek
- Fall Creek
- Iverson Creek
- Slate Creek
- Oil Creek
- Little Boulder Creek
- Waterman Creek